# Samodzielna Brygada Strzelców Karpackich

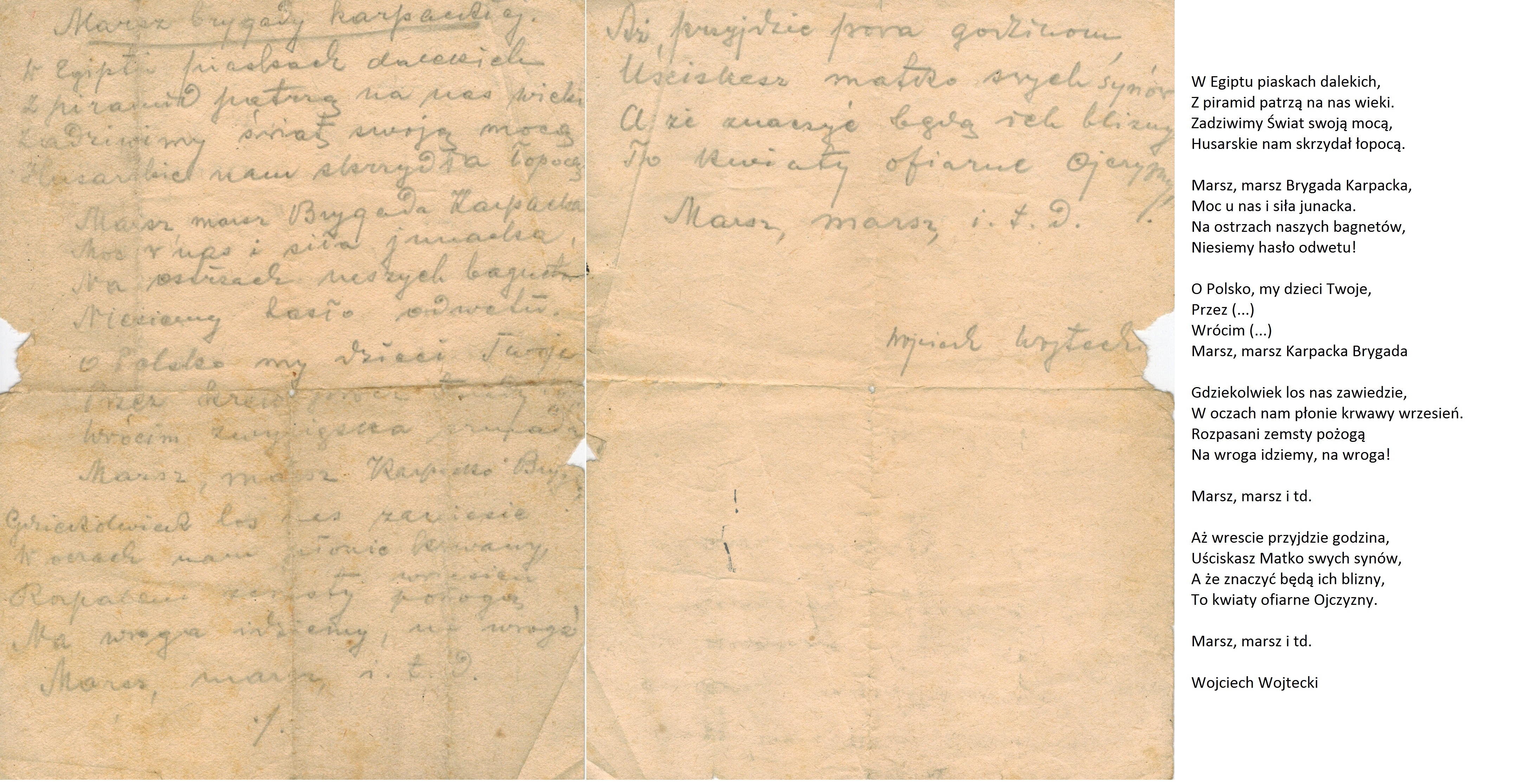
Oryginalny tekst marszu brygady karpackiej.

Samodzielna Brygada Strzelców Karpackich (SBSK) – wielka jednostka piechoty Wojska Polskiego we Francji i Polskich Sił Zbrojnych.

## Organizacja brygady
9 września 1939 w Paryżu premier Edward Daladier i ambasador RP Juliusz Łukasiewicz podpisali umowę wojskową o utworzeniu polskiej dywizji piechoty we Francji. W połowie października nowy naczelny wódz, gen. Władysław Sikorski, nakazał rozbudowę Armii Polskiej we Francji o dwie nowe, wielkie jednostki.
Wkrótce po wybuchu drugiej wojny światowej Francja i Wielka Brytania przystąpiły do tworzenia jednostek na Środkowym Wschodzie. Ich głównym zadaniem miało być wsparcie Turcji, a w razie niemieckiego ataku zabezpieczenie Bliskiego Wschodu. Jesienią 1939 roku na terenie Syrii powstała francuska Armia Lewantu pod dowództwem gen. Maxime’a Weyganda.
W grudniu 1939 gen. Władysław Sikorski podjął działania w celu stworzenia polskiej jednostki wojskowej przy Francuskiej Armii Lewantu, która została zorganizowana na francuskim terytorium mandatowym w Syrii – według pierwotnych planów alianckich do uderzenia stamtąd na Europę przez Bałkany. 19 grudnia 1939 roku gen. Sikorski wystosował pismo do gen. Maurice’a Gamelina, w którym proponował utworzenie polskiej jednostki wojskowej. Jednostka ta miała powstać z żołnierzy oraz ochotników ewakuowanych z Rumunii i Węgier. Już 30 grudnia 1939 roku Sztab Naczelnego Wodza w Paryżu został poinformowany, że francuskie dowództwo Armii Lewantu zgodziło się na sformowanie polskiej brygady piechoty na terenie Syrii. Starania te zakończyły się powodzeniem.
12 kwietnia 1940 gen. Sikorski wydał rozkaz o sformowaniu Brygady Strzelców Karpackich w Syrii z dniem 2 kwietnia tego roku, w składzie:
- sztab według specjalnego etatu,
- 1 pułk piechoty[a],
- 2 pułk piechoty[a],
- dywizjon 65 mm armat według etatu artylerii górskiej,
- dywizjon rozpoznawczy według załączonego etatu,
- kompania saperów według etatu kompanii saperów typu zamorskiego,
- kompania telefonów i radiotelegrafu według specjalnego etatu.

Stan etatowy liczyć miał 208 oficerów i 6840 żołnierzy. Ponadto brygada dysponować miała 1444 zwierzętami pociągowymi i około 550 pojazdami mechanicznymi. Zakładano, że brygada będzie rozwinięta w dywizję piechoty górskiej. Stanu tego do momentu upadku Francji w dniu 22 czerwca 1940, jednak nie osiągnęła, pomimo że cały czas napływali nowi ochotnicy.

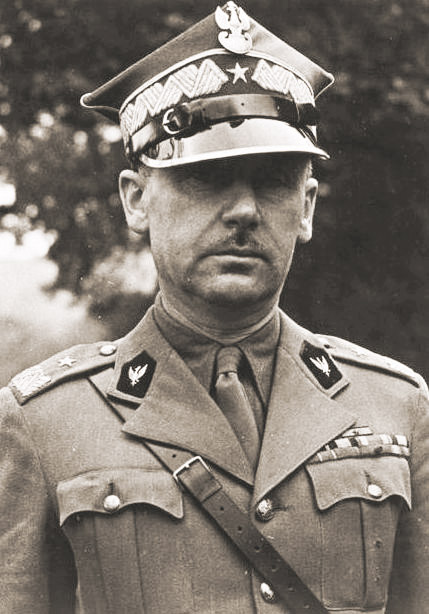
Stanisław Kopański

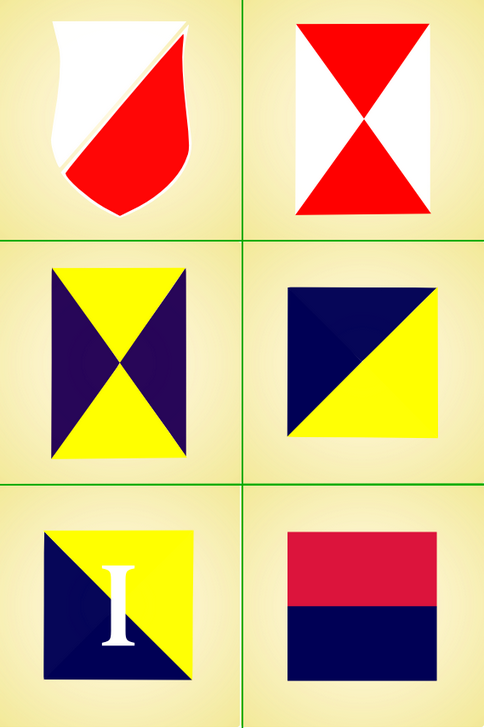
Przykładowe oznakowanie pojazdów Brygady

Na dowódcę brygady wyznaczony został płk. dypl. Stanisław Kopański, a na szefa sztabu mjr dypl. Jerzy Zaremba. Obaj natychmiast udali się do Syrii. Dowództwo Francuskiej Armii Lewantu wyznaczyło na bazę organizowania brygady obóz wojskowy w Homs. Dowódcami oddziałów i pododdziałów zostali:
- 1 pułku piechoty – ppłk Walenty Peszek
- 2 pułku piechoty – ppłk Antoni Cieszkowski
- dywizjonu ułanów karpackich – mjr Władysław Bobiński
- dowódca dywizjonu artylerii – ppłk dypl. Stanisław Gliwicz

Brygada była formowana w bardzo trudnych warunkach klimatycznych. Do brygady przyjmowano ochotników, byli oni w większości młodzi w wieku od 18 do 30 lat, także dobrze wykształceni (aż 25% posiadało wykształcenie średnie i wyższe), co pozwoliło na szybkie wdrożenie ich do służby wojskowej.
Po podpisaniu rozejmu w Compiègne dowódca Francuskiej Armii Lewantu gen. Eugene Mittelhausser opowiedział się po stronie rządu utworzonego przez marsz. Pétaina. W tym czasie przechwycono w brygadzie radiowy rozkaz gen. Sikorskiego nakazujący brygadzie połączenie się z Brytyjczykami. Gen. Eugene Mittelhausser zagroził rozbrojeniem brygady, lecz stanowisko pułkownika Kopańskiego spowodowało, że zrezygnował i pozwolił brygadzie opuścić Syrię.
30 czerwca 1940 Brygada Strzelców Karpackich, licząca wtedy 319 oficerów i 3437 żołnierzy, znalazła się w miejscowości Samekh na terytorium Palestyny na terenach znajdujących się pod kontrolą wojsk angielskich, gdzie została uroczyście przyjęta przez Brytyjczyków.
Brygada została skierowana do obozu w Latrun, gdzie systematycznie otrzymywała nowe uzbrojenie i wyposażenie brytyjskie. Kończono tam również szkolenie brygady. Zakończenie dostaw wyposażenia nastąpiło dopiero jesienią 1940. W październiku 1940 część oddziałów brygady skierowano do Egiptu, gdzie w rejonie Aleksandrii rozbudowała pozycje obronne, a także osłaniała linie komunikacyjne oraz pilnowała obozów jenieckich. Nie została skierowana na pierwszą linię frontu ze względu na to, że Polska nie była formalnie w stanie wojny z Włochami.
12 stycznia 1941 brygada została zreorganizowana według założeń brytyjskich, otrzymując nazwę Samodzielna Brygada Strzelców Karpackich (ang. Polish Independent Brigade Group). Znacznie także zostały zwiększone jej zdolności bojowe. Przeniesiono ją do Hajfy. Wtedy też, w związku z najazdem Niemiec na Grecję, zdecydowano się skierować brygadę do Grecji, lecz zanim pierwsze oddziały (pułk artylerii) wypłynęły z portu, Grecja została zajęta przez Niemców.

## Umundurowanie
Brygada Strzelców Karpackich wyposażona została w koszule tropikalne z krótkimi rękawami i szorty, wełniane skarpety do kolan lub granatowe owijacze oraz roboczy mundur drelichowy i sweter. Nakryciem głowy były sukienne francuskie furażerki. Oficerowie umundurowani zostali w lekkie bawełniane frencze z kołnierzem wykładanym, spodnie bryczesy i długie buty lub sztylpy do trzewików. Na głowach nosili przyniesione z kraju rogatywki.
W brygadzie nie noszono hełmów bojowych.
W Palestynie została przemundurowana na wzór brytyjski. Były to zestawy tropikalne typu battledress, koszule tropikalne z podwijanymi rękawami i szorty barwy piaskowej, wełniane skarpety pod kolano, krótkie sukienne owijki zastąpione później brezentowymi spinaczami, dwurzędowy płaszcz sukienny, furażerki sukienne i bawełniane, hełmy stalowe z malowanymi godłami, kapelusze australijskie i hełmy korkowe. W skład ekwipunku wchodziły pasy i ładownice skórzane, zamienione później na parciane, plecak, chlebak i manierka w sukiennym pokrowcu.
Mundur polowy oficerów był identyczny. Ubiór wyjściowy stanowiły kurtki z lekkiego materiału, bryczesy, buty czarne lub brązowe z długą cholewą lub sztylpy i skórzane pasy z koalicyjką.
Mimo rozkazu Naczelnego Wodza z 27 października 1941 o oznaczeniu rękawów mundurów żołnierzy polskich na obczyźnie naszywką „Poland”, oznaka ta nie była noszona w brygadzie.

## Działania bojowe
Po rezygnacji z wysłania Samodzielnej Brygady Strzelców Karpackich do Grecji i w związku z ofensywą oddziałów niemieckiego Afrika Korps gen. Erwina Rommla, brygada została skierowana do twierdzy Marsa Matruh, a potem do ufortyfikowanego rejonu Sidi Baggush. Z tej pozycji została wycofana do obozu El Amiriya pod Aleksandrią. Z portu w Aleksandrii 18 sierpnia 1941 wypłynął pierwszy konwój z oddziałami brygady do oblężonej twierdzy w Tobruku. Jej oddziały zostały przewiezione łącznie w siedmiu konwojach.
W twierdzy Tobruk oddziały brygady zajęły 21–28 sierpnia 1941 zachodni odcinek obrony, gdzie walczyły do 9 grudnia 1941. W nocy z 9 na 10 grudnia 1941 oddziały brygady wykonały natarcie, zdobywając wzgórze Madauar, kluczową pozycję niemiecką, a jej oddział wydzielony – miejscowość Acroma, gdzie nastąpiło połączenie z oddziałami nacierającej brytyjskiej 8 Armii. W ten sposób twierdza Tobruk została odblokowana.
Po odblokowaniu Tobruku Brygada Strzelców Karpackich (bez pułku ułanów karpackich, który 13 grudnia 1941 został wyłączony ze składu brygady) weszła w skład XIII Korpusu brytyjskiej 8 Armii i została przerzucona pod Gazalę (Ain-el-Ghazala). Tam wykonała natarcia, przełamując linię wroga i biorąc licznych jeńców. Przerwanie to umożliwiło prowadzenie dalszych działań przez oddziały brytyjskiej 8 Armii i wyparcie Niemców z Cyrenajki.
Później artyleria brygady wzięła udział w zdobyciu Bardii. W styczniu 1942 brygada obsadziła pustynny fort El Mekili, gdzie zorganizowała obronę. Następnie ponownie przeszła w rejon Gazali, gdzie broniła rejonu Carmuset er Regem.
17 marca 1942 Samodzielna Brygada Strzelców Karpackich została wycofana z linii frontu. Początkowo skierowano ją do obozu El Amiriya, a następnie odeszła do Palestyny, gdzie 3 maja 1942 została rozformowana, a na bazie oddziałów brygady powstała 3 Dywizja Strzelców Karpackich.
Straty Samodzielnej Brygady Strzelców Karpackich wyniosły łącznie: 156 zabitych (w tym aż 127 w Tobruku), 15 zaginionych i 467 rannych.

## Organizacja i obsada personalna SBSK w latach 1941–1942

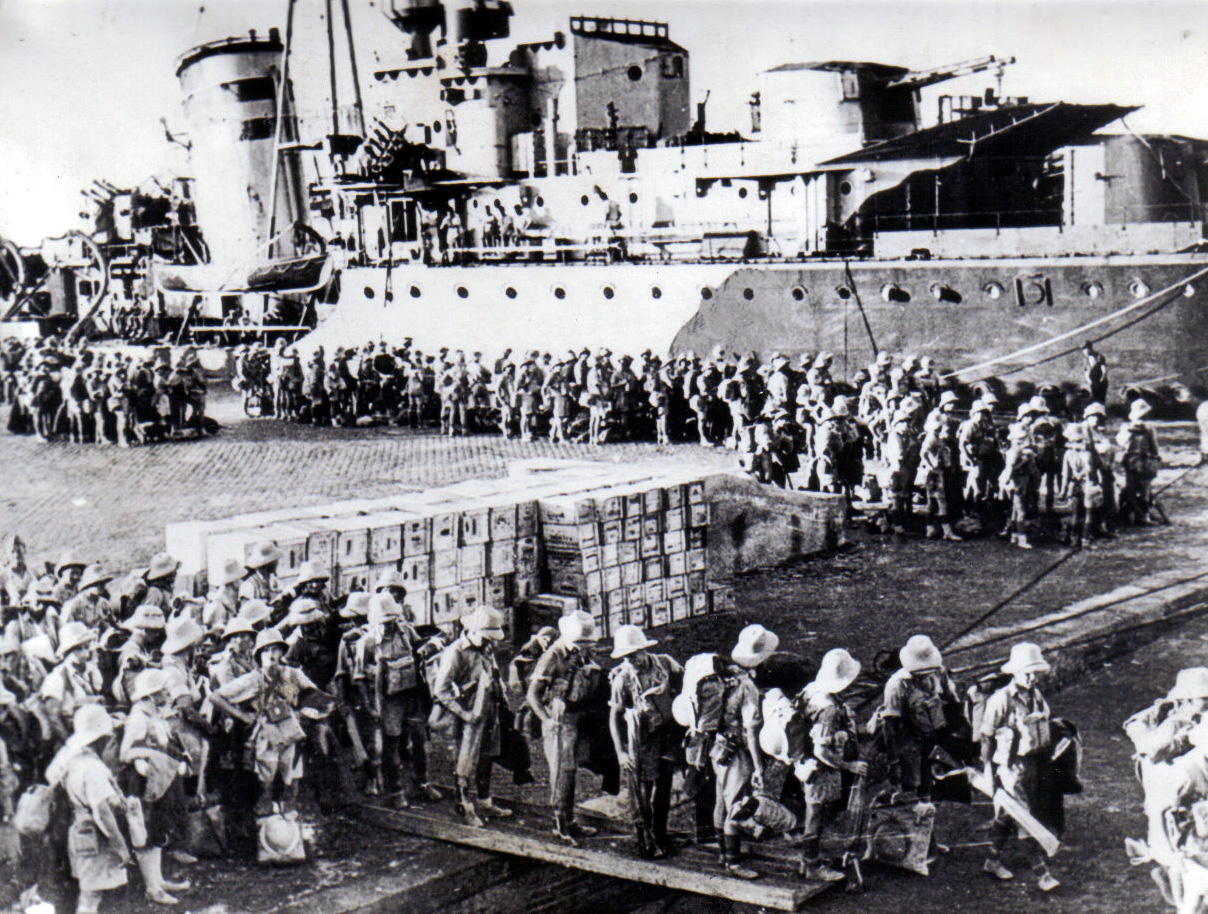
Załadunek żołnierzy SBSK w Aleksandrii na rejs do Tobruku

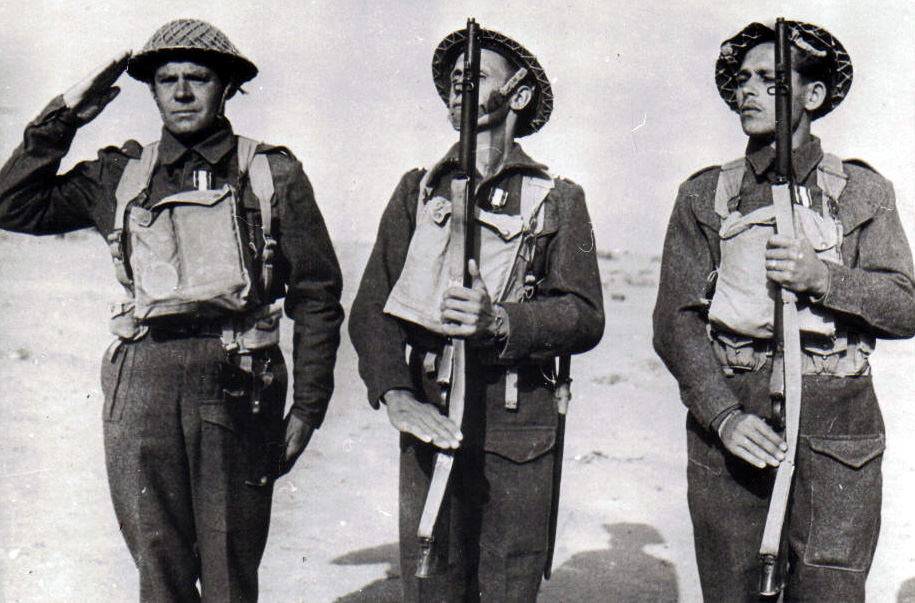
Tobrukczycy odznaczeni przez gen. Sikorskiego

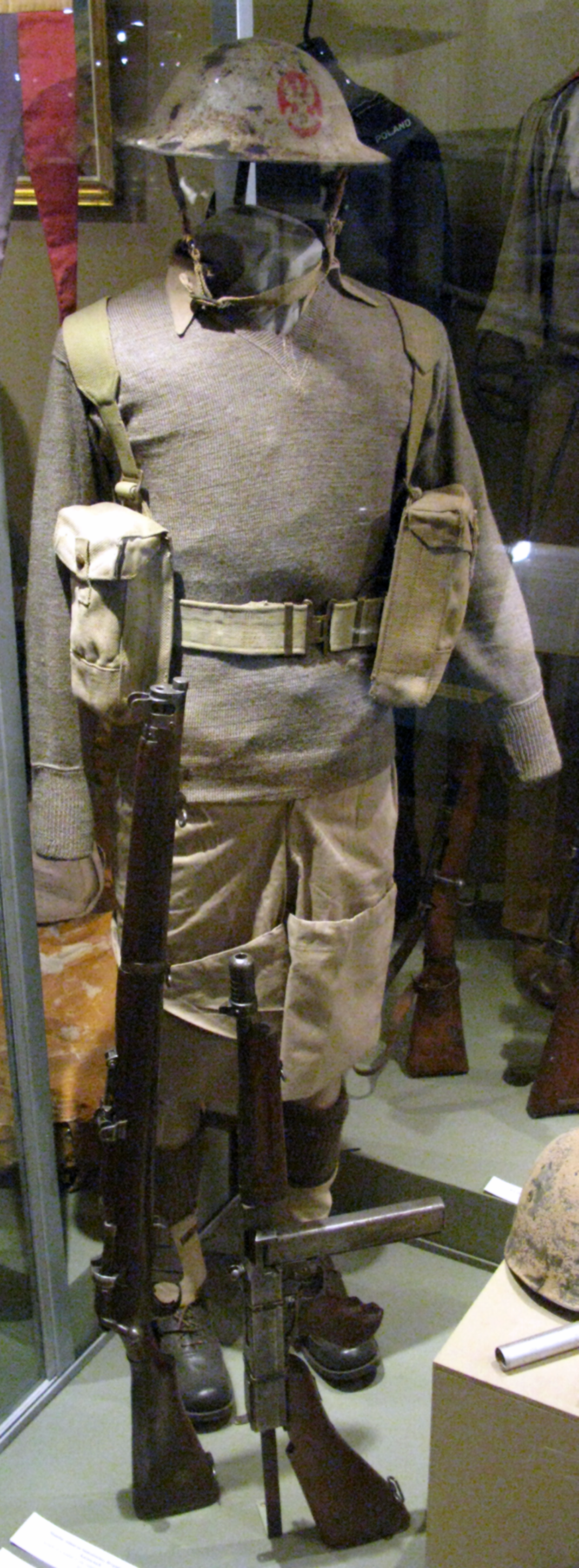
Mundur żołnierza SBSK

Organizacja i obsada personalna SBSK w latach 1941–1942
Kwatera Główna
- dowódca – płk dypl. / gen. bryg. Stanisław Kopański
- adiutant – ppor. Stanisław Orłowski
- szef sztabu – mjr / ppłk dypl. Jerzy Zaremba (później mjr dypl. Henryk Piątkowski)
- oficer operacyjny – mjr dypl. Marian Zimnal
- pomocnik oficera operacyjnego – kpt. dypl. Kazimierz Różycki
- oficer wywiadowczy – kpt. dypl. Zygmunt Zawadzki
- kwatermistrz – kpt. dypl. Jan Kaliński (później mjr Wilhelm Rolland)
- Brytyjska Misja Wojskowa, przekształcona w 26 Oddział Łącznikowy (26 BLU) – mjr Sholto-Douglas
- sąd polowy – kpt. aud. mgr Leon Adamczyk
- oddział topograficzny
- poczta polowa – ppor. Grzelachowski
- oficerowie łącznikowi i tłumacze
- lekki warsztat naprawczy – ppor. Teodor Stachyra
- pluton żandarmerii i regulacji ruchu – mjr Ignacy Skoczeń

Dowództwo Piechoty Brygady
- dowódca piechoty brygady – płk Walenty Peszek

1 batalion Strzelców Karpackich
- dowódca – mjr / ppłk Stanisław Kopeć
- zastępca dowódcy – mjr Karol Piłat

2 batalion Strzelców Karpackich
- dowódca – mjr Antoni Michalik, a po nim mjr dypl. Jerzy Brzósko
- zastępca dowódcy – mjr Bolesław Raczkowski

3 batalion Strzelców Karpackich
- dowódca – ppłk Józef Sokol
- zastępca dowódcy – mjr Karol Fanslau

Samodzielna kompania ciężkich karabinów maszynowych
- dowódca – kpt. Melik Somchjanc
- zastępca dowódcy – ppor. Józef Wolański

Karpacki pułk artylerii
- dowódca – ppłk Stanisław Gliwicz
- zastępca dowódcy – ppłk Stanisław Domiczek
- I Dywizjon Artylerii Lekkiej – mjr Juliusz Możdżeń
- II Dywizjon Artylerii Ciężkiej – mjr Franciszek Kikal
- III Dywizjon Artylerii Konnej – ppłk dypl. Emil Sikorski

Karpacki Dywizjon Artylerii Przeciwpancernej
- dowódca – ppłk Antoni Cieszkowski
- zastępca dowódcy – kpt. Emilian Jurczyński

Pułk Ułanów Karpackich
- dowódca mjr Władysław Bobiński
- zastępca dowódcy – rtm. Stanisław Zakrzewski

oddział saperów
- dowódca – ppłk Władysław Rakowski
- zastępca dowódcy – mjr Gracjan Dąbrowski

Oddział Łączności
- dowódca – mjr Henryk Niedziałkowski
- zastępca dowódcy – por. Stanisław Szymański
- dowódca kompanii łączności – kpt. Włodziemierz Brągiel

Stan etatowy liczył 348 oficerów i 5326 żołnierzy. Stan ewidencyjny był mniejszy i wynosił 355 oficerów i 4601 szeregowców.
Każdy z trzech batalionów piechoty składał się z czterech kompanii strzeleckich po trzy plutony i kompanii dowodzenia (plutony: łączności, przeciwlotniczy, moździerzy, pionierów, rozpoznawczy).

Pułk artylerii liczył trzy dywizjony uzbrojone początkowo w 18-funtowe armaty. Mimo jednakowej organizacji i uzbrojenia dywizjony otrzymały tradycyjne nazwy trzech rodzajów artylerii. W czerwcu 1941 pułk przezbrojony został w 87,6 mm armatohaubice. Każdy dywizjon składał się z dwóch baterii po cztery działa.
Po przejściu na nową organizację brygada posiadała dwie kompanie przeciwpancerne. W czerwcu 1941 sformowany został dywizjon artylerii przeciwpancernej w składzie czterech baterii po cztery armaty.

## Symbole brygady
Sztandar brygady
Sztandar, ufundowany przez uchodźców polskich w Palestynie, przekazali 29 czerwca 1941 delegacji brygady przedstawiciele kolonii polskiej z Latrun. 27 lipca 1941, pod Sidi Haneish, dowódca brygady wręczył sztandar pocztowi sztandarowemu.
Na stronie głównej sztandaru umieszczono wizerunek Matki Boskiej Częstochowskiej i krzyża jerozolimskiego, na odwrotnej, w środku czerwonego wizerunku krzyża kawalerskiego – godło państwowe, napis „Honor i Ojczyzna” daty „1940-1941”, a w rogach skrót nazwy „SBSK”. Sztandar dość znacznie różnił się od przepisowego wzoru. Godło państwowe i nazwa brygady znalazły się na stronie odwrotnej zamiast na stronie głównej. Od 3 maja 1942 roku stanowił on znak bojowy 3 Dywizji Strzelców Karpackich powstałej z przeorganizowania Samodzielnej Brygady Strzelców Karpackich.
Obecnie sztandar brygady eksponowany jest w Instytucie Polskim i Muzeum im. gen. Sikorskiego w Londynie.
Odznaka

Zatwierdzona Dz. Rozk. NW i MSWojsk. Nr 5 z 1 października 1942 roku, poz. 43. L. dz. 1672/GM/42.
Wykonana z kolorowego metalu lub srebra, oksydowana, jednoczęściowa; wym. 49 × 45
mm. Dominującym elementem odznaki jest stylizowany orzeł umieszczony na cokole. Pod cokołem półksiężyc, w nim umieszczone ukośnie dwa bagnety wspierające się na skrzydłach orła. Na cokole napis „Tobruk” nawiązujący do pierwszej zwycięskiej walki, pod spodem inicjały „SBSK”.

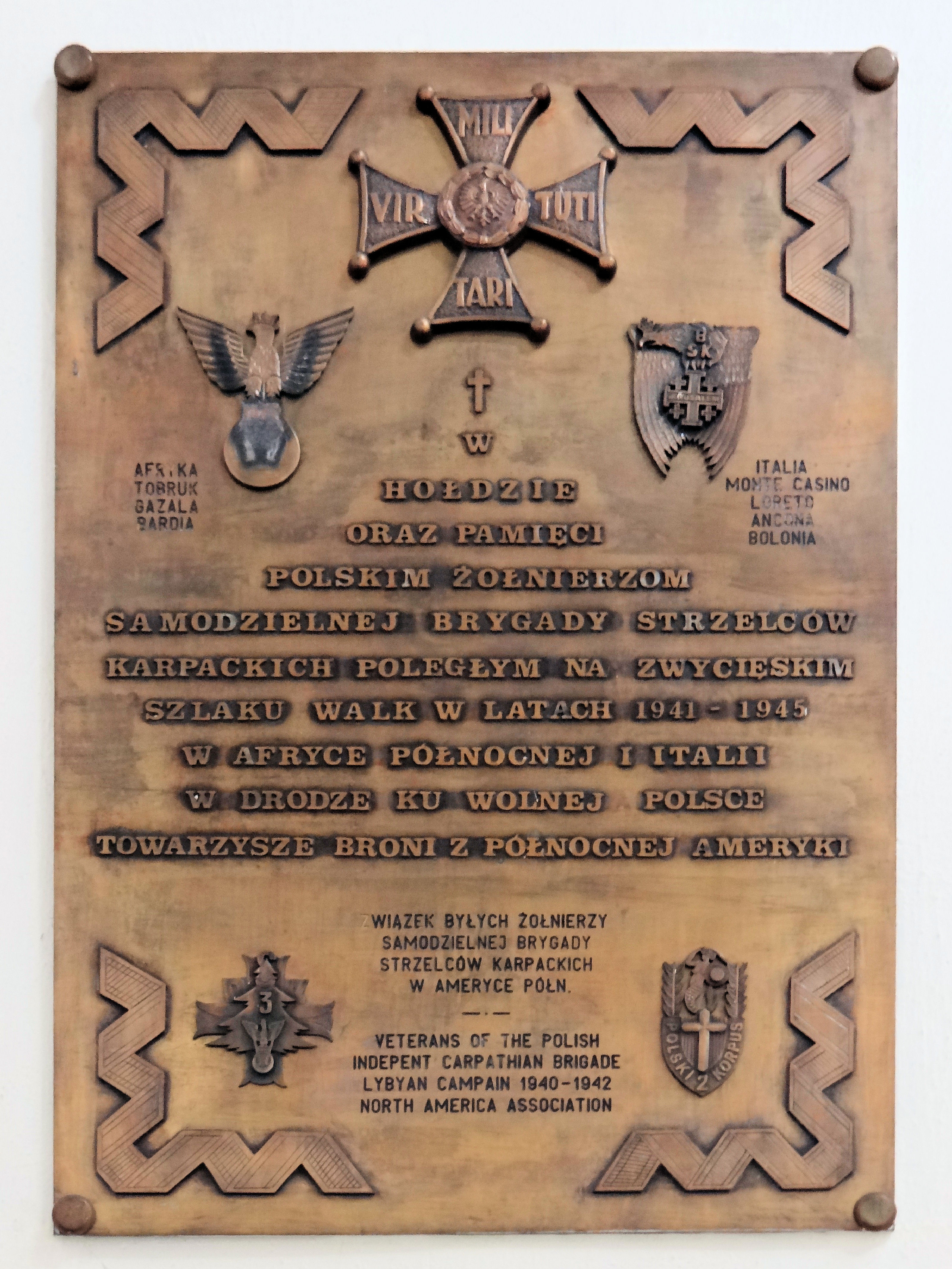
Tablica upamiętniająca w kościele Stygmatów św. Franciszka w Warszawie

## „Karpacka brygada”
muzyka i słowa Marian Hemar

Myśmy tutaj szli z Narwiku
Wy przez Węgry, a my z Czech
Nas tu z Syrii jest bez liku,
A was z Niemiec zwiało trzech!
My przez morza, a wy z Flandrii,
My górami, wy przez las!
Teraz wszyscy do Aleksandrii,
Teraz my już wszyscy wraz.
Karpacka Brygada! Daleki jest świat!
Daleki żołnierza tułaczy ślad.
Daleka jest droga w zawiejach i mgłach,
Od śniegów Narwiku w libijski piach.
Maszeruje Brygada, maszeruje,
Maszeruje co tchu, co tchu!
Bo z daleka jej Polska wypatruje,
Wyczekuje dzień po dniu.
I wzrok na nią zwraca zza gór i zza mórz,
Czy widać brygadę, że idzie już?
Co noc słuch wytęża, przez dal i przez mrok
Czy słychać Karpackiej Brygady krok
Karpacka Brygada! Daleki jest świat...